# Tuba City, Arizona
Tuba City je naseljeno područje za statističke svrhe u američkoj saveznoj državi Arizona. Prema popisu stanovništva iz 2010. u njemu je živjelo 8,611 stanovnika.